# Gazebo (programma televisivo)
Gazebo è stato un programma televisivo italiano di genere talk show e satirico, condotto da Diego Bianchi, andato in onda su Rai 3 dal 3 marzo 2013 al 19 maggio 2017, la domenica e il giovedì in seconda serata, e nel maggio 2015 anche il venerdì in prima serata. 

## Il programma

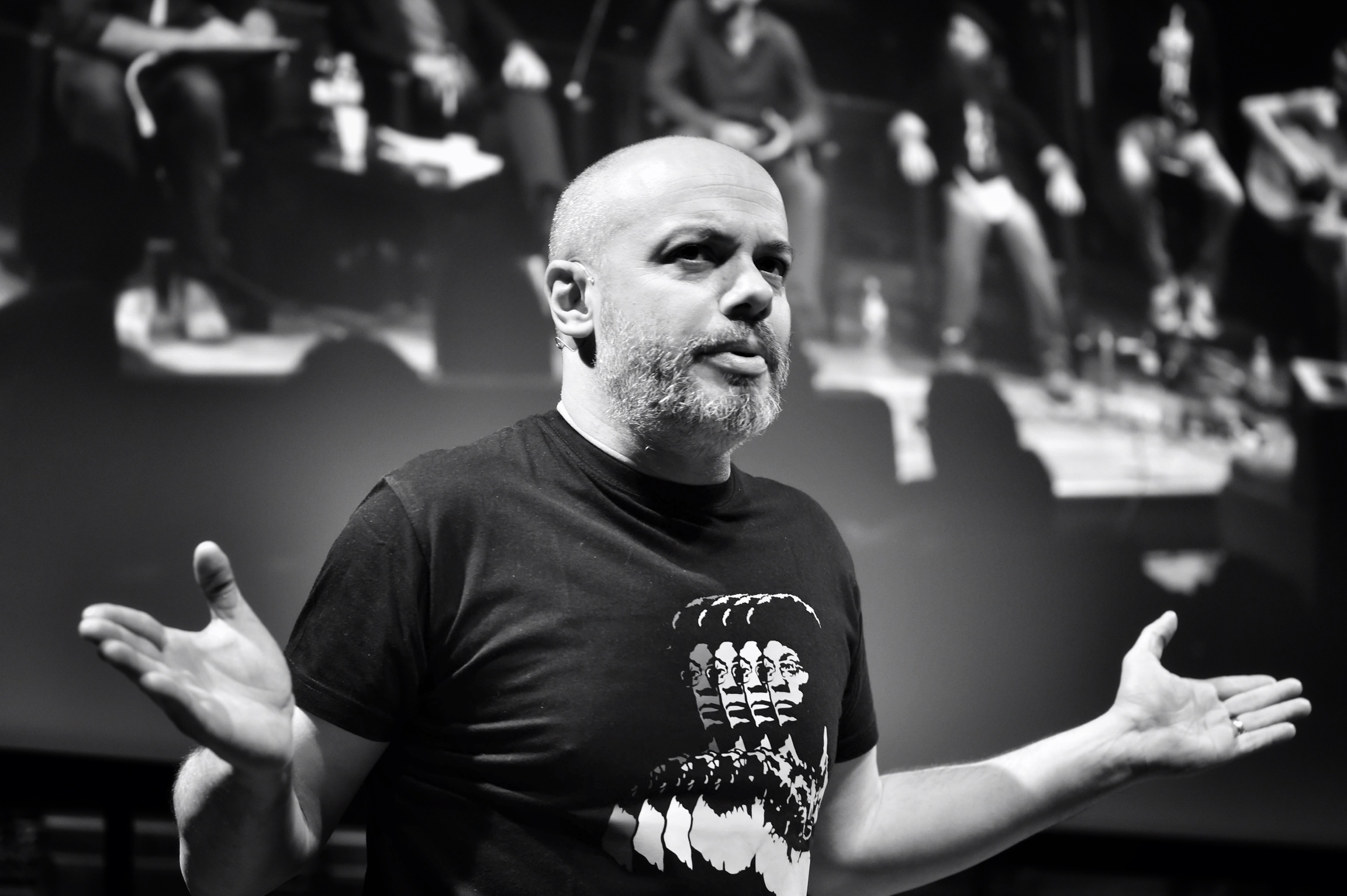
Diego Bianchi, autore e conduttore del programma, durante lo speciale Gazebo Live al Festival internazionale del giornalismo di Perugia del 2014.

Il programma, trasmesso fino al 3 febbraio 2017 dal Teatro delle Vittorie di Roma e dal 6 febbraio 2017 dallo Studio 3 di Via Teulada, racconta attraverso uno sguardo laterale e ironico le vicende della politica italiana. Il conduttore Diego Bianchi propone settimanalmente dei reportage video, da lui stesso realizzati, sui fatti salienti dei giorni precedenti, poi discussi e commentati in studio con gli ospiti: tra questi ci sono le presenze fisse di Marco Damilano e, in seguito, Francesca Schianchi, rispettivamente direttore dell'Espresso e giornalista de La Stampa, in qualità di chiarificatori e guide dell'assetto politico, il disegnatore Marco "Makkox" Dambrosio, il quale offre il suo contributo grafico istantaneo, mostrato nello schermo alle spalle del conduttore, e il tassista romano Mirko "Missouri 4" Matteucci, sondaggista improvvisato, che attraverso un taxi poll raccoglie le opinioni dei clienti provenienti da tutto il mondo.
La sigla è la canzone M.T.M del gruppo Original Slammer Band in cui ha militato per un periodo il condutorre Diego Bianchi suonando le percussioni.
Altro momento della trasmissione è rappresentato dalla social top ten, durante il quale vengono proposti in sequenza i tweet estrapolati dai profili di noti personaggi politici e no: la serie di cinguettii, spesso assurdi e disposti secondo una classifica, vengono commentati in studio durante la diretta. Nota caratteristica della trasmissione è il frequente uso degli hashtag, proposti in tempo reale e creati da Simone Conte, in riferimento a ciò di cui si sta parlando in studio: attraverso questi, il pubblico può interagire in diretta con il programma sui social network. Il tutto è accompagnato dal sottofondo musicale in studio della Gazebo Orchestra, formata dal chitarrista e cantautore Roberto Angelini, dal trombettista Giovanni Di Cosimo, dalla batteria di Fabio Rondanini e dal basso di Gabriele Lazzarotti.
Tra le iniziative del programma, nel 2017, vi è quella del Movimento Arturo, parodia di un movimento politico, creata con l'intento di trollare i partiti della sinistra italiana sui social network.
Il programma si identifica come un esempio italiano di giornalismo gonzo. Oltre Bianchi e Makkox, gli altri autori dello show sono Andrea Salerno e Antonio Sofi, mentre la regia è affidata a Igor Skofic.

### Il passaggio a LA7
Il programma si conclude nell'estate 2017, ma Diego Bianchi comunica ai telespettatori che non avrà una quinta edizione, poiché ha già ufficializzato sia il suo passaggio, sia il passaggio del suo staff da Rai 3 a LA7, dove inaugureranno e faranno nascere Propaganda Live, suo successore naturale.

## Edizioni
| Edizione | Conduzione    | Emittente | Messa in onda   | Messa in onda  | Puntate | Studio                  |
| Edizione | Conduzione    | Emittente | Inizio          | Fine           | Puntate | Studio                  |
| -------- | ------------- | --------- | --------------- | -------------- | ------- | ----------------------- |
| 1ª       | Diego Bianchi | Rai 3     | 3 marzo 2013    | 19 maggio 2013 | 12      | Teatro delle Vittorie   |
| 2ª       | Diego Bianchi | Rai 3     | 10 ottobre 2013 | 2014           | -       | Teatro delle Vittorie   |
| 3ª       | Diego Bianchi | Rai 3     | 2014            | 2015           | -       | Teatro delle Vittorie   |
| 4ª       | Diego Bianchi | Rai 3     | 2015            | 2016           | -       | Teatro delle Vittorie   |
| 5ª       | Diego Bianchi | Rai 3     | 2016            | 19 maggio 2017 | -       | Teatro delle Vittorie   |
| 5ª       | Diego Bianchi | Rai 3     | 2016            | 19 maggio 2017 | -       | Studio 3 di Via Teulada |

## Spin-off

### Gazebo #Social News
Dal settembre 2016 veniva trasmesso il venerdì in seconda serata, inoltre dal lunedì al venerdì, dalle 20:10 alle 20:40 circa, andava in onda Gazebo #Social News. Il format del programma è stato ripreso dal programma Propaganda Live in onda su LA7 dal 2017.

## Riconoscimenti
Il 13 novembre 2015 è stato conferito, al programma e al suo conduttore-autore Diego Bianchi, il premio CILD per le libertà civili, con la motivazione che «a differenza di tutti i talk show, ha raccontato ad esempio buone e cattive prassi nell'accoglienza dei profughi. Con toni allegri, ironici e serissimi allo stesso tempo, è riuscita a raccontare diverse fasi dell'emergenza migranti [...]».